# Hans Schmid
Hans Heinrich Schmid (1898. december 28. – 1928 után) Európa-bajnoki bronzérmes német jégkorongozó, olimpikon.
Részt az 1928. évi téli olimpiai játékokon a jégkorongtornán. A német csapat a C csoportba került. Első mérkőzésükön 0–0-t játszottak az osztrák válogatottal, majd 1–0-ra kikaptak a svájci csapattól. A csoportban az utolsó, 3. helyen végeztek 1 ponttal és nem jutottak a négyes döntőbe. Összesítésben a 10. lettek. Rammelmayr mindkét mérkőzésen játszott és nem ütött gólt.
Az 1927-es jégkorong-Európa-bajnokságon bronzérmet nyert.
Klubcsapata a Garmisch-Partenkircheni SC Riessersee volt. 1927-ben német bajnok lett. Tagja a Német Jégkorong Hírességek Csarnokának